# بوني أرونز
بوني أرونز (بالإنجليزية: Bonnie Aarons)‏ هي يوتيوبير وممثلة أمريكية، ولدت في 9 سبتمبر 1960 في لوس أنجلوس في الولايات المتحدة.

## أعمال

### أفلام
- (2007) أنا أعرف من قتلني[4]
- (2012) المعالجة بالسعادة
- (2016) الشعوذة 2
- (2017) التكوين[5]
- (2018) الراهبة
- (2023) الراهبة 2

## وصلات خارجية
- بوني أرونز على موقع IMDb (الإنجليزية)
- بوني أرونز على موقع ألو سيني (الفرنسية)
- بوني أرونز على موقع قاعدة بيانات الفيلم (الإنجليزية)